# Retrato de fase
O retrato de fase é uma representação geométrica de todas as trajetórias de um sistema dinâmico no plano. Cada curva representa um diferente condição inicial.

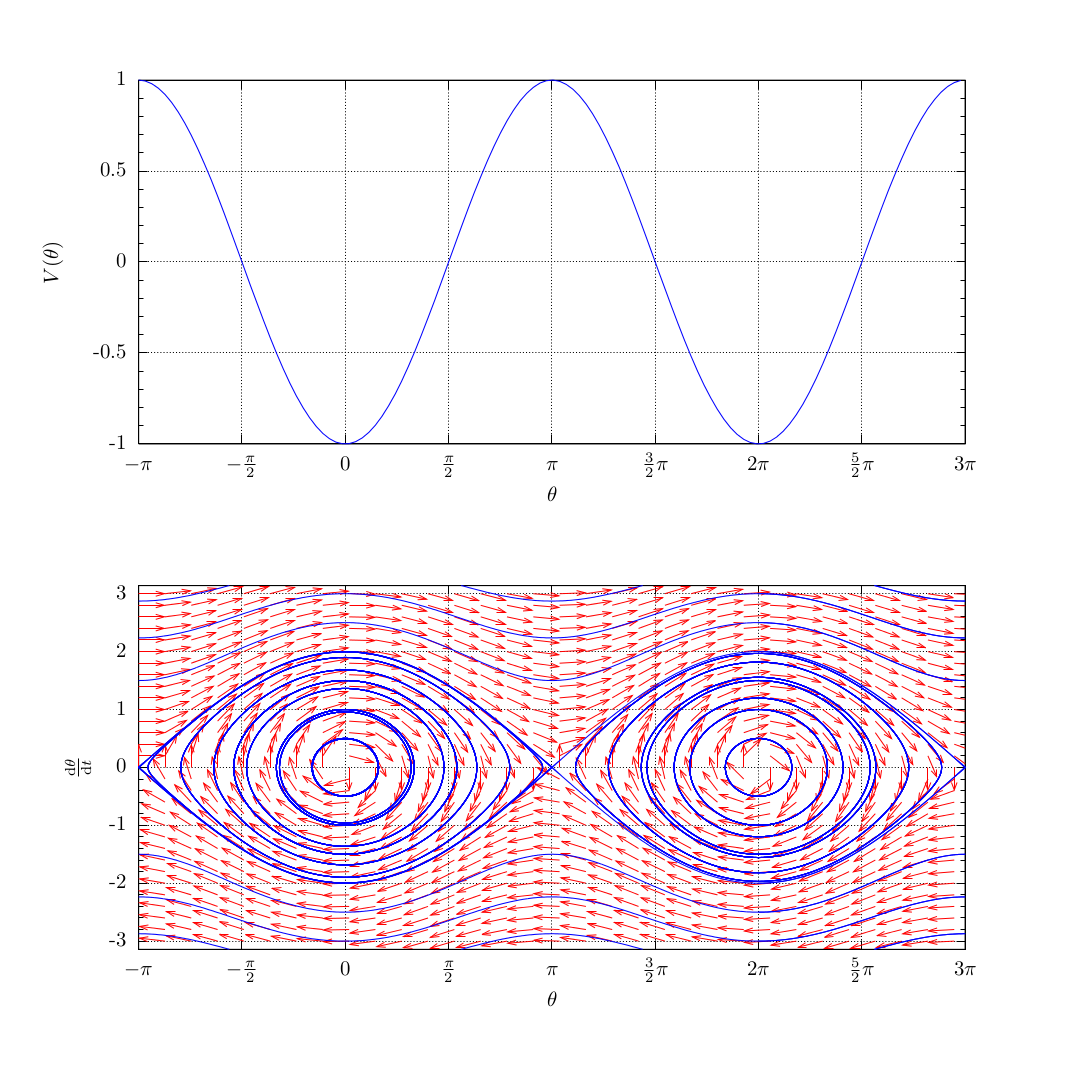
Energia potencial e retrato de fase representando as soluções da equação do pêndulo

O retrato de fase é uma ferramenta valiosa no estudo dos sistemas dinâmicos autônomos de segunda ordem. A configuração das curvas no espaço de fase revela informaões sobre a existências de atratores, repulsores e ciclos limites. O conceito de equivalência topológica desempenha um papel importante na classificação dos sistemas dinâmicos ao especificar quando dois sistemas diferentes apresentam o mesmo comportamento qualitativo.
Sabendo as condições iniciais deste sistema, podemos descreve-lo como uma função do tempo se as condições de posição inicial e velocidade inicial é dada. Pode-se considerar das duas quantidades  e  como sendo coordenadas de um ponto em um espaço bidimensional, que é chamado de espaço de fase. 
Um espaço de fase pode ser construído para sistemas com mais de uma dimensão, entretanto se, por exemplo, se o sistema é bidimensional o espaço de fase terá quatro dimensões. A relação geral para um oscilador é dada por: n graus de liberdade o espaço de fase terá um espaço 2n dimensional.
É possível prever que a medida que o tempo varia, o ponto agora dado por  e  que descreve o estado da partícula oscilatória irá se mover ao longo de um caminho de fase no plano descrito pelo caminho de fase.
Entretanto, se as condições iniciais do sistema é diferente de um oscilador então o movimento será descrito por diferentes caminhos de fase. Onde qualquer caminho fornecido representa o histórico temporal completo do oscilador para uma determinada condição inicial. Assim, a totalidade de todos os caminhos de fase possíveis formam o que chamamos de diagrama de fase de um oscilador.
Como já descrito neste trabalho as equações de posição e velocidade para um oscilador harmônico simples são dados por:
                                               x(t)=A sen (ω t- δ)                     (1-a)
                                                ẋ(t)=Aω co s(ω t- δ)                  (1-b)
Se o tempo (t) for elimidado de ambas as equações tem-se uma expressão que representa uma família de elípses, e é dada por:
                                            ( x²)/A²  +  ẋ²/(A²ω ²)=1                  (2)
A partir da equação (9) e da relação  pode-se substituir na equação (2) para obter:
                                               ( x²)/(2E⟋k)  +  ẋ²/(2E⟋m)=1     (3)
Como estamos considerando sistemas conservativos, chega-se, então, a conclusão que cada caminho de fase corresponde á energia total definida do oscilador. Nesta  representação (velocidade por espaço) os eixos de coordenadas do plano de fase foram escolhidos de modo que o movimento representativo p(x,) será invariavelmente em sentido horário, pois para x > 0 a velocidade será  será sempre descrescente e para x < 0 a velocidade será sempre crescente.
Neste tipo de sistema dois caminhos de fase de um oscilador não podem se cruzar, pois isto implicaria que para um determinado conjunto de condições iniciais x(t) e ẋ(t) o movimento poderia ocorrer ao longo de caminhos de fase diferentes, entretanto isto não é verdade já que a solução da equação diferencial é única.
Para obter o diagrama de faseintegrasse a equação de elipse:
                                                       (d²x)/dt²  +ω²x=0                  (4)
Como um dos eixos cartesianos é ẋ, pode-se simplificar a solução da equação (4) substituindo apenas:

                                           (dx)/dt=ẋ e também, ( dẋ)/dt=-ω²x    (5)

Realizando mais uma manipulação matemática, dividi-se a equação (dẋ)/dt=-ω)²x por ẋ e assim obtém-se:
                                                 (dẋ)/dt=-ω² x/ẋ                             (6)
A solução da equação (6) é dada pela equação (2) descriminda acima (pg. 3). No caso do oscilador harmônico a simplificação feita aqui é bastante útil, porém para sistemas mais complexos pode ser mais simples a resolução da função ẋ(x) diretamente.

Osciladores Amortecidos e Diagrama de Fase
Antes de apresentar diagramas de fase para osciladores amortecidos e subamortecidos será feira uma breve introdução acerca destes tipos de osciladores.
No caso descrito anteriormente, os osciladores harmônicos não apresentam perda de energia, ou seja, uma vez oscilantes permanecerá sempre neste movimento. Esta é uma simplificação bastante útil e valiosa para estudar fenômenos físicos oscilantes, porém na natureza não vemos osciladores harmônicos, mas sim osciladores amortecidos. Osciladores amortecidos são aqueles que apresentam forças de dissipação, como por exemplo, o atrito que irá atuar no freamento da oscilação até sua completa paralisação. Neste trabalho adotaremos a força dissipativa como uma função linear da velocidade que será dada por F=αv também iremos considerar movimentos unidimensionais de forma que pode-se apresentar o termo de amortecimento por -b ẋ.
Neste caso pode-se pensar que o no sistema amortecido, teremos o termo da equação de um sistema harmônico acrescido de um termo que represente a força de amortecimento, daí surge o termo de amortecimento dado acima. Onde o parâmetro b deve ser positivo para que a força seja resistiva, uma vez que devemos ter em mente que a força aqui considerada deve diminuir a velocidade do oscilador. Por isso, se considerássemos o parâmetro b um valor negativo então a velocidade do oscilador deveria aumentar.
Sendo assim, pode-se considerar uma partícula de massa m que se move sob influencia de uma combinação de uma força restauradora –kx e uma força resistiva -b ẋ, portanto a equação diferencial para este sistema é dada por:
                                              mẍ +bẋ +kx=0                                 (7)
Como definimos anteriormente ω_0≡√km, que é a frequência angular característica na ausência do amortecimento. E definido β≡b⟋2m como sendo o parâmetro de amortecimento, tem-se portanto substituindo na equação acima:
                                             ẍ +2βẋ +ω_0 ²x=0                            (8)
Temos que as raízes da equação são dadas por:
                                                R1=-β +√(β²+ω ²)
                                                                                                      (9)
R2 = -β-√(β²-ω²)
Desta forma, a solução para a equação (8) é dada por:
x(t)= e^(-βt) [A_1 exp⁡(√(β²-ω²) t)+ A_2 exp⁡(-√(β^2-ω^2 ) t)]         (10)
A partir da equação (10) pode-se concluir que dependendo da relação entre ω² e β² tem-se resultados diferentes, a estes casos gerais especiais temos 
Sistemas de Oscilação Especiais
Subamortecimento	ω ² > β²
Amortecimento crítico	ω² = β²
Sobreamortecimento	ω ² < β²

## Exemplos
- Equação do pêndulo
- Equação diferencial ordinária de primeira ordem